# Òscar Ribas Reig
Òscar Ribas Reig (wym. [ˈɔskəɾ ˈriβəz ˈret͡ʃ]; ur. 26 października 1936 w Sant Julià de Lòria, zm. 18 grudnia 2020 tamże) – andorski polityk i przedsiębiorca, w latach 1982–1984 i 1990–1994 premier Andory, pierwsza osoba pełniąca tę funkcję.

## Życiorys
Ukończył studia prawnicze na Uniwersytecie Barcelońskim, z zawodu przedsiębiorca. Pracował w rodzinnym biznesie w sektorze bankowym i przemysłowym.
Zaangażował się w działalność polityczną, w 1972 po raz pierwszy został deputowanym do Rady Generalnej. W styczniu 1982 objął stanowisko premiera Andory, stając się pierwszą osobą pełniącą tę funkcję po utworzeniu urzędu. Premierem był do maja 1984. Powrócił na to stanowisko w styczniu 1990. W 1993 utworzył centroprawicową koalicję Agrupament Nacional Democràtic. Urząd premiera sprawował do grudnia 1994, zrezygnował w poprzednim miesiącu w związku z niezatwierdzeniem przez parlament programu gospodarczego rządu. W okresie jego urzędowania w 1993 w wyniku referendum przyjęto pierwszą w Andorze konstytucję. W tym samym roku państwo przystąpiło do ONZ oraz Rady Europy.
W późniejszych latach zajmował się działaniami na rzecz rozwoju relacji Andory z Europą. Członek korespondent Real Academia de Ciencias Económicas y Financieras (2005) oraz członek World Academy of Art and Science (2014). Wyróżniony tytułem doktora honoris causa kilku uczelni. Komandor Legii Honorowej (2010).